# Devils and Realist
Devils and Realist (魔界王子 devils and realist, Makai Ōji: Devils and Realist) est un manga écrit par Madoka Takadono et dessiné par Utako Yukihiro. Il est prépublié depuis octobre 2009 dans le magazine Monthly Comic Zero Sum de l'éditeur Ichijinsha et compte dix tomes en décembre 2014. La version française est publiée par Tonkam depuis août 2011.
Une adaptation en série télévisée d'animation produite par le studio Dogakobo est diffusée initialement entre juillet et septembre 2013 sur TV Tokyo. Dans les pays francophones, elle fut diffusée en simulcast sur KZPlay puis sur Anime Digital Network.

## Personnages
William Twining (ウイリアム・トワイニング, Uiriamu Towainingu)
Kevin Cecil (ケヴィン・セシル, Kevin Seshiru)
Dantalion (ダンタリオン, Dantarion)
Sitri (シトリー, Shitorī)
Camio (カミオ, Kamio)
Isaac Morton (アイザック・モートン)

## Manga
Le manga Devils and Realist est publiée depuis le 28 octobre 2009 dans le magazine Monthly Comic Zero Sum. Le premier volume relié est publié par Ichijinsha le 25 mai 2010 et dix tomes sont commercialisés au 25 décembre 2014. La version française est publiée par Tonkam depuis août 2011 avec 7 tomes, jusqu'à son arrêt de commercialisation par Delcourt.

## Anime
L'adaptation en série télévisée d'animation est annoncée en décembre 2012. Celle-ci est réalisée au sein du studio Dogakobo avec une réalisation de Chiaki Kon et un scénario de Michiko Yokote. Elle est diffusée initialement du 7 juillet au 22 septembre 2013 sur TV Tokyo. Dans les pays francophones, la série est diffusée en simulcast sur KZPlay, devenu par la suite Anime Digital Network.

### Liste des épisodes
| No | Titre de l’épisode en français | Titre original de l’épisode                                                                         | Date de 1re diffusion |
| -- | ------------------------------ | --------------------------------------------------------------------------------------------------- | --------------------- |
| 1  | Démon et Réaliste              | 第1柱「devil and realist」 Dai 1-hashira「devil and realist」                                       | 7 juillet 2013        |
| 2  | Humain et Ange                 | 第2柱「human and angel」 Dai 2-hashira「human and angel」                                           | 14 juillet 2013       |
| 3  | Exorciste et Spectre           | 第3柱「exorcist and ghost」 Dai 3-hashira「exorcist and ghost」                                     | 21 juillet 2013       |
| 4  | Une vieille histoire d'amour   | 第4柱「an old love story」 Dai 4-hashira「an old love story」                                       | 28 juillet 2013       |
| 5  | Moulin et Farine               | 第5柱「mill and flour」 Dai 5-hashira「mill and flour」                                             | 4 août 2013           |
| 6  | Le comploteur                  | 第6柱「the one who scheme」 Dai 6-hashira「the one who scheme」                                     | 11 juillet 2013       |
| 7  | Soirée et Bataille             | 第7柱「party and battle」 Dai 7-hashira「party and battle」                                         | 18 août 2013          |
| 8  | Douleur et Extase              | 第8柱「pain and ecstasy」 Dai 8-hashira「pain and ecstasy」                                         | 25 août 2013          |
| 9  | Vice et Virginité              | 第9柱「vice and virginity」 Dai 9-hashira「vice and virginity」                                     | 1er septembre 2013    |
| 10 | Interlude, un autre combat     | 第10柱「Another Battle -as an intermission-」 Dai 10-hashira「Another Battle -as an intermission-」 | 8 septembre 2013      |
| 11 | Roi et Anneau                  | 第11柱「king and ring」 Dai 11-hashira「king and ring」                                             | 15 septembre 2013     |
| 12 | Pas de traduction officielle   | 第12柱「realist but romanticist」 Dai 12-hashira「realist but romanticist」                         | 22 septembre 2013     |

### Musique
| Générique | Épisodes | Début           | Début                                                         | Fin                  | Fin                                                                    |
| Générique | Épisodes | Titre           | Artiste                                                       | Titre                | Artiste                                                                |
| --------- | -------- | --------------- | ------------------------------------------------------------- | -------------------- | ---------------------------------------------------------------------- |
| 1         | 1 – 12   | Believe My Dice | Takuya Eguchi, Takuma Terashima, Yoshitsugu Matsuoka, Tetsuya | a shadow's love song | Takuya Eguchi, Takuma Terashima, Yoshitsugu Matsuoka, Tetsuya Kakihara |